# Verleihung des Nestroy-Theaterpreises 2003
Die Nestroyverleihung 2003 war die vierte Verleihung des Nestroy-Theaterpreises und fand am 15. November 2003 im Etablissement Ronacher statt. Von den Gewinnern in den insgesamt elf Kategorien wurden vier schon im Vorfeld, die restlichen sieben erst bei der Verleihungs-Gala bekannt gegeben.
Als Moderator der Gala fungierte Schallbert Gilet alias Michael Ostrowski vom Vorjahres-Off-Produktions-Sieger Theater im Bahnhof.

## Ausgezeichnete und Nominierte 2003
| Meiste Nestroys:      | Chorphantasie (2 Nestroys)       |
| Meiste Nominierungen: | Emilia Galotti (3 Nominierungen) |

Anmerkungen: Es sind alle Nominierten des Jahres angegeben, der Gewinner steht immer zuoberst. Die Verleihung des Nestroy 2003, bezieht sich auf die Theatersaison 2002/03.

### Beste deutschsprachige Aufführung
Nora oder Ein Puppenheim von Henrik Ibsen – Inszenierung: Thomas Ostermeier – Schaubühne am Lehniner Platz
Nora oder Ein Puppenheim von Henrik Ibsen – Inszenierung: Stephan Kimmig – Thalia Theater
Emilia Galotti von Gotthold Ephraim Lessing – Inszenierung: Andrea Breth – Akademietheater/Burgtheater

### Beste Regie
Andrea Breth – Emilia Galotti – Burgtheater
Matthias Fontheim – Das weite Land – Schauspielhaus (Graz)
Nicolas Stemann – Das Werk – Akademietheater/Burgtheater

### Beste Ausstattung
Bert Neumann und Jan Speckenbach – Forever Young – Freie Volksbühne/Wiener Festwochen
Franz Lehr – Innerhalb des Gefrierpunktes – Kulturhauptstadt Europas Graz 2003/Düsseldorfer Schauspielhaus
Etienne Pluss – Die Zeit der Plancks – Burgtheater

### Beste Schauspielerin
Maria Happel – Die Zeit der Plancks (Maria) – Burgtheater
Andrea Clausen – Emilia Galotti (Orsina) – Akademietheater/Burgtheater
Monique Schwitter – Woyzeck (Marie) und Janis Joplin (Janis Joplin) – Schauspielhaus (Graz)

### Bester Schauspieler
Markus Hering – Chorphantasie (Dirigent) – Kulturhauptstadt Europas Graz 2003/Burgtheater
Joachim Bißmeier – Über allen Gipfeln ist Ruh (Moritz Meister) – Theater in der Josefstadt
Wolfgang Hübsch – Der zerbrochne Krug (Dorfrichter Adam) – Volkstheater (Wien)

### Beste Nebenrolle
Traute Hoess – Über allen Gipfeln ist Ruh (Anne) und Liliom (Frau Muskat) – Theater in der Josefstadt
Atzgersdorfer Männergesangsverein 1880 – Das Werk (Chor) – Akademietheater/Burgtheater
Brigitte Karner – Die Wildente (Gina) – Theater in der Josefstadt

### Bester Nachwuchs
Gertrud Drassl – Die Wildente (Hedwig) – Theater in der Josefstadt
Julia Cencig – Lulu (Lulu) – Volkstheater (Wien)
Simon Jaritz – Richy 3 (Richard) und Meuterei auf der Bounty (Seekadett Heywood) – Theater der Jugend

### Beste Off-Produktion
Meldemannstraße (Tina Leisch/Hubert Kramar) Mein Kampf

### Bestes Stück – Autorenpreis
Chorphantasie – Gert Jonke – Kulturhauptstadt Europas Graz 2003/Burgtheater

### Spezialpreis
Thomas Maurer – Autor/Darsteller von Die neue Selbstständigkeit – Kulisse Wien
Michael Schottenberg – Regisseur von Noch ist Polen nicht verloren – Wiener Metropol/Stadttheater Klagenfurt
Magazin "Beamer" des Theater der Jugend

### Lebenswerk
Gusti Wolf